# Hodgson Motors
Hodgson Motors war ein britischer Hersteller von Automobilen.

## Unternehmensgeschichte
Harry Hodgson fertigte bereits 1922 ein Automobil. 1924 gründete er das Unternehmen in Leeds und begann mit der Produktion von Automobilen. Der Markenname lautete Hodgson. 1925 endete die Produktion zunächst nach acht hergestellten Fahrzeugen. 1927 erhielt Hodgson ein Patent auf eine Radaufhängung. 1929 fertigte das Unternehmen weitere fünf Fahrzeuge, die nun als British Eagle vermarktet wurden.

## Fahrzeuge
Hodgson fertigte sportliche Fahrzeuge. Vierzylindermotoren mit SV-Ventilsteuerung von Anzani mit 1496 cm³ Hubraum trieben die Fahrzeuge an. Das Vierganggetriebe kam von Meadows. Der Radstand betrug 2741 mm. Das Modell 12/25 HP war ein Zweisitzer, der 295 Pfund kostete. Den 12/40 HP gab es als Zwei- und als Viersitzer zu einem Preis von 395 Pfund. Der Rennwagen 12/50 HP mit Kompressor kostete 550 Pfund.
Der British Eagle hatte ebenfalls einen Motor von Anzani. Der Radstand war allerdings kürzer. Er betrug wahlweise 2386 mm oder 2538 mm.